# Pefkáli
Pefkáli (Pefkali) är en ort i Grekland.   Den ligger i prefekturen Nomós Korinthías och regionen Peloponnesos, i den sydöstra delen av landet, 50 km väster om huvudstaden Aten. Pefkáli ligger 1 meter över havet och antalet invånare är 204.
Terrängen runt Pefkáli är kuperad åt sydväst, men norrut är den platt. Havet är nära Pefkáli åt nordost.  Närmaste större samhälle är Korinth, 19,2 km nordväst om Pefkáli. 